# Băuțar

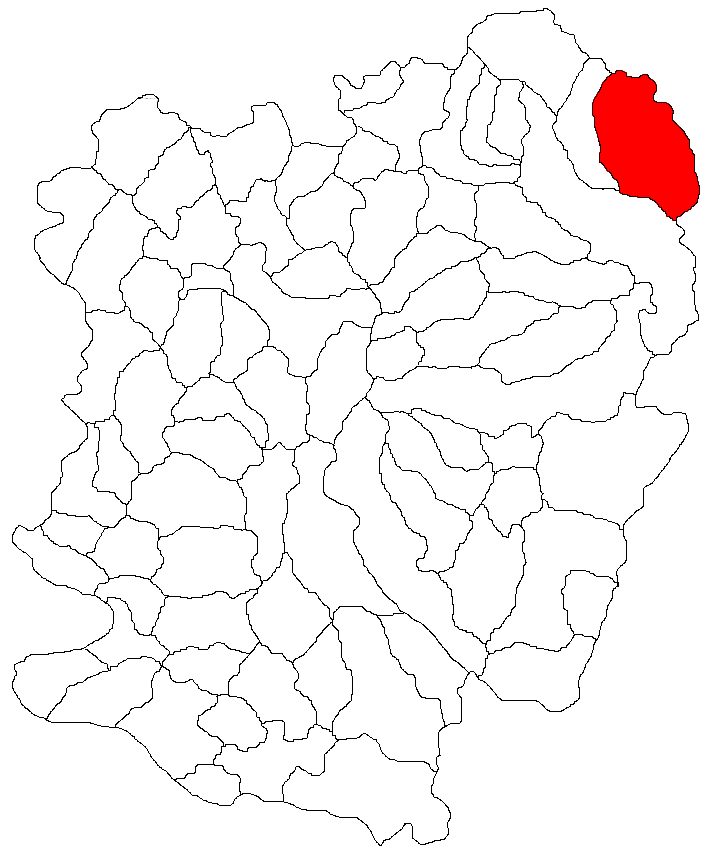
Lage der Gemeinde Băuțar im Kreis Caraș-Severin

Băuțar (veraltet Bouțar; ungarisch Baucár auch Alsóbaucár) ist eine Gemeinde im Kreis Caraș-Severin, in der Region Siebenbürgen, im Südwesten Rumäniens. Zu der Gemeinde Băuțar gehören auch die Dörfer Bucova, Cornișoru und Preveciori.

## Geografische Lage
Băuțar liegt im Nordosten des Kreises Caraș-Severin, an der Grenze zum Kreis Hunedoara, am Fuße des Retezat- und des Poiana-Ruscă-Gebirges. Die Ortschaft befindet sich an der Nationalstraße DN68 Caransebeș–Hațeg, in 41 km Entfernung vom Munizipium Caransebeș und 23 Kilometer von der Kleinstadt Oțelu Roșu.

## Nachbarorte
| Rusca Montană | Preveciori                                  | Poieni    |
| Vama Marga    | Kompassrose, die auf Nachbargemeinden zeigt | Cornișoru |
| Măru          | Marga                                       | Bucova    |

## Geschichte
Bis 1920 war das Dorf Teil des Komitats Hunedoara und gehörte zum Königreich Ungarn. Der ungarische Ortsname war Alsó-Baucár (Unter-Bautzen) und Felsõ-Baucár (Ober-Bautzen).
Im Laufe der Jahrhunderte traten verschiedene Schreibweisen des Ortsnamens auf: 1750 Bouczar, 1835 Bautzár inferior, 1808 Bauczar, Pauczur, 1861 Bauczár, 1888 Alsó-Bauczár, 1910 Alsóbaucár, 1913 Bruțarul de  Jos, 1909  Bouțarul-de-jos, 1919 Băuțarul Inferior, 1835 Bautzár  superior, 1888 Felsó-Bauczár, 1913 Felsóbaucár, Bruțarul  de  Sus, 1909 Bouțarul-de-sus, 1919 Băuțarul Superior.
Der Vertrag von Trianon am 4. Juni 1920 hatte die Dreiteilung des Banats zur Folge, wodurch die Ortschaft an das Königreich Rumänien fiel.
1977 wurden die beiden Dörfer Băuțaru Inferior (Alsó-Baucár) und Băuțaru Superior (Felsõ-Baucár) in eine Ortschaft Băuțar zusammengelegt.

## Bevölkerungsentwicklung
| 1880 | 972  | 932  | 1  | 1  | 38    |
| 1910 | 1255 | 1200 | 19 | 27 | 9     |
| 1930 | 1260 | 1242 | 6  | 8  | 4     |
| 1977 | 1828 | 1822 | 3  | 1  | 2     |
| 2002 | 1474 | 1472 | 1  | -  | 1     |
| 2021 | 2229 | 1986 | -  | -  | (243) |

## Partnergemeinden
Seit 1989 Kainbach bei Graz, Steiermark, Österreich. 